# Betreuungsverein
Ein Betreuungsverein ist ein Verein, der gemäß Betreuungsorganisationsgesetz (BtOG; bis 2022  § 1908f BGB, jetzt § 14 BtOG in Verbindung mit Landesrecht) von der zuständigen Behörde (meist überörtliche Betreuungsbehörde) anerkannt wurde und die Betreuung bedürftiger Personen übernimmt. Den anerkannten Betreuungsvereinen misst der Gesetzgeber eine große Bedeutung bei der Umsetzung des Betreuungsgesetzes in die Praxis zu. Es handelt sich um eingetragene Vereine. Zurzeit existieren in Deutschland etwa 820 Betreuungsvereine. Die Zahl ist seit Jahren leicht rückläufig.
Die Grundkonzeption eines Betreuungsvereines hat der Gesetzgeber vom Konzept der „organisierten Einzelvormundschaft“ übernommen, das aus dem Bereich der kirchlichen Sozialarbeit stammt. Hiernach führen ehrenamtliche Mitglieder des Vereins die Betreuungen und werden von den hauptamtlichen Fachkräften bei schwierigen Einzelfragen unterstützt.
Hauptamtliche Mitarbeiter des Betreuungsvereines können in dieser Eigenschaft gemäß § 1818 Abs. 2 BGB zum Betreuer bestellt werden („Vereinsbetreuer“ genannt, im Gegensatz zu „Behördenbetreuern“). Sie sind rechtlich Einzelbetreuer. Voraussetzung ist die Zustimmung des Vereins und des Mitarbeiters. Der Vereinsmitarbeiter ist von dienstlichen Weisungen in Bezug auf die Führung der Betreuung weitgehend frei. Allerdings kann der Verein jederzeit die Entlassung als Betreuer beim Betreuungsgericht verlangen (§ 1868 BGB).
Auch der Verein selbst kann zum Betreuer bestellt werden, wenn eine Betreuung durch eine natürliche Person nicht ausreicht (§1818 BGB). Er muss die tatsächliche Führung der Betreuung einem oder mehreren Mitarbeitern oder Mitgliedern übertragen und seine Entlassung aus dem Amt beantragen, sobald eine natürliche Person als Betreuer ausreichend ist. Gegen die Personalauswahl des Vereines kann der Betreute bei Gericht Beschwerde einlegen (§ 303 Abs. 2 FamFG).
Ist der Verein selbst zum Betreuer bestimmt, darf er nicht über eine Sterilisation entscheiden (§ 1817 Abs. 5 BGB).
Für die Tätigkeit seiner Vereinsbetreuer kann der Verein gemäß § 7 Vormünder- und Betreuervergütungsgesetz Aufwendungsersatz und Vergütung beantragen. Außerdem ist er als befreiter Betreuer von einigen Formerfordernissen befreit, beispielsweise der Rechnungslegungspflicht.
Der Verein hat über die Führung von Betreuungen hinaus eine planmäßige Gewinnung, Beratung und Fortbildung ehrenamtlicher Betreuer durchzuführen. Dazu werden durch sog. Querschnittsbeauftragte meist entsprechende Weiterbildungsprogramme angeboten. In den meisten Bundesländern haben sich die Betreuungsvereine in Landesarbeitsgemeinschaften zusammengeschlossen, um so effizienter und gezielter arbeiten zu können.
Nach einigen Landesbestimmungen hat der Verein in örtlichen Betreuungsarbeitsgemeinschaften zur Koordination mitzuwirken. Für diese Tätigkeiten werden in den meisten Bundesländern Zuschüsse gewährt.
Seit dem 1. Januar 1999 haben Betreuungsvereine auch planmäßig über Vorsorgevollmachten und Betreuungsverfügungen zu informieren. Personen, die Vorsorgevollmachten und/oder Patientenverfügungen errichten wollen, dürfen seit dem 1. Juli 2005 von anerkannten Betreuungsvereinen beraten werden. Dies übernehmen in den Vereinen meist die dafür ausgebildeten Querschnittsbeauftragten.